# Rafael Bustillo
Rafael Bustillo is een provincie in het departement Potosí in Bolivia. De provincie heeft een oppervlakte van 2235 km² en heeft 86.947 inwoners (2012). De hoofdstad is Uncía.
Rafael Bustillo is verdeeld in vier gemeenten:
- Chayanta (hoofdplaats: Chayanta)
- Llallagua (hoofdplaats: Llallagua)
- Uncía (hoofdplaats: Uncía)
- Chuquihuta (hoofdplaats: Chuquihuta)

Alonso de Ibáñez · 
Antonio Quijarro · 
Bernardino Bilbao · 
Charcas · 
Chayanta · 
Cornelio Saavedra · 
Daniel Campos · 
Enrique Baldivieso · 
José María Linares · 
Modesto Omiste · 
Nor Chichas · 
Nor Lípez · 
Rafael Bustillo · 
Sud Chichas · 
Sud Lípez · 
Tomás Frías